# Phaeadoretus iranicus
Phaeadoretus iranicus är en skalbaggsart som beskrevs av Machatschke 1960. Phaeadoretus iranicus ingår i släktet Phaeadoretus och familjen Rutelidae. Utöver nominatformen finns också underarten P. i. nuristanicus.